# Alt Schwinz
Koordinaten: 53° 37′ N, 12° 8′ O
Alt Schwinz, 1916 noch Schwinz, ist ein Ortsteil der Gemeinde Dobbertin im Landkreis Ludwigslust-Parchim in Mecklenburg-Vorpommern. Das Dorf liegt nördlich des Goldberger Sees im Naturpark Nossentiner/Schwinzer Heide am alten Landweg zwischen den Klöstern Dobbertin und Malchow.

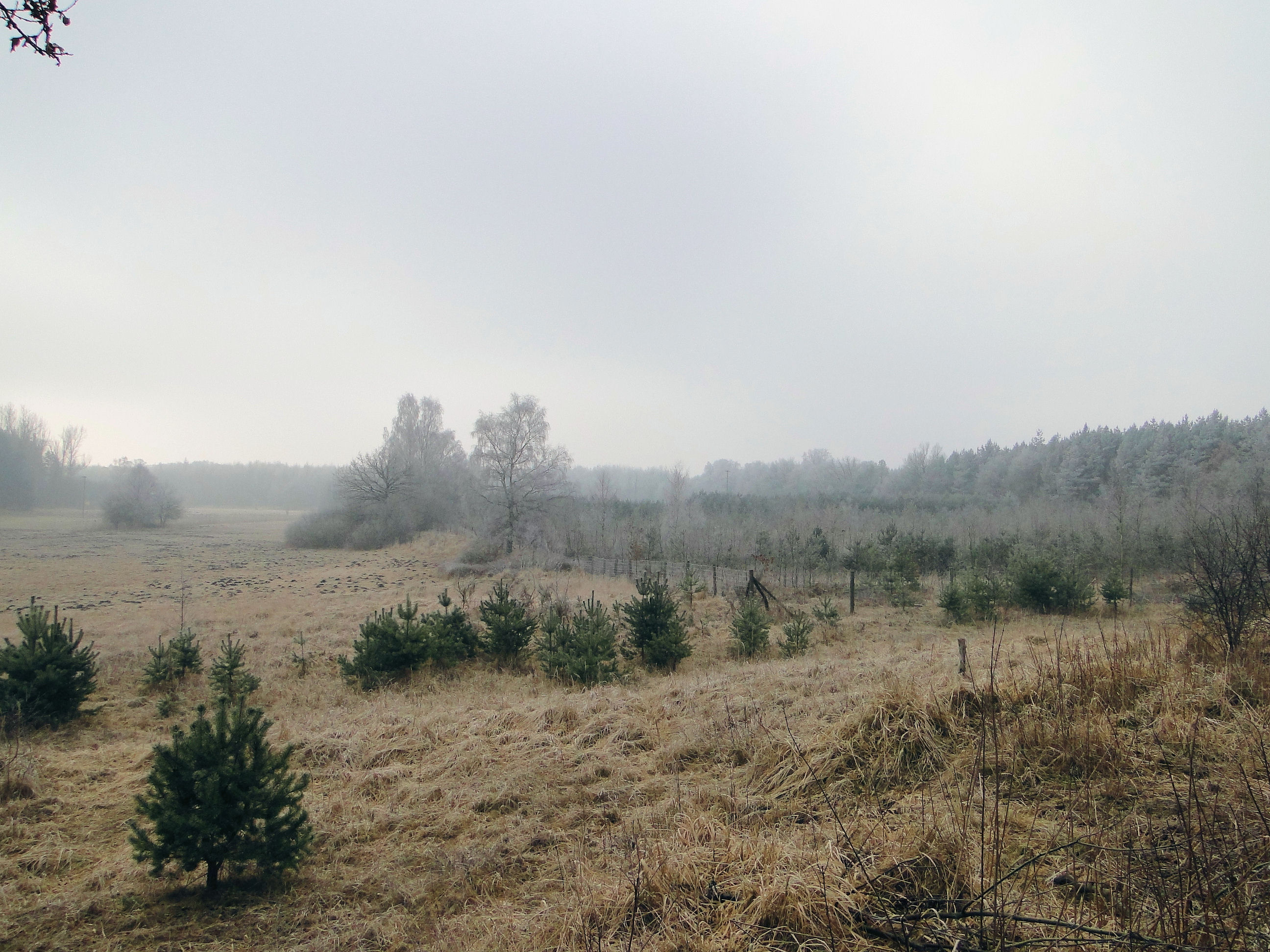
Schwinzer Heide (2011)

## Geographie
Das Heidedorf Alt Schwinz befindet sich nördlich des Goldberger Sees, dem früheren Groten See in der Schwinzer Heide und gab diesem großen Waldgebiet seinen Namen. Die Ortsbebauung liegt auf einer Geländehöhe von etwa 50 bis 55 m. ü. NHN, zum Goldberger See fällt sie auf 46,5 m. ü. NHN ab.
Die Große Wiese zwischen Alt und Neu Schwinz war einst ein Flachwasserbereich und entstand erst durch die Absenkung des Goldberger Sees. Die Stelle, wo sich der Weg nach Neu Schwinz und Jellen gabelt, heißt Schafbrücke, da dort früher die Schafe über die Brücke getrieben wurden. Anfang 1700 hatte das Klosteramt in Jellen eine kleine Schäferei angelegt.
Etwas westlich des Ortes beginnt die Feldmark der Stadt Goldberg. Heute liegt Alt Schwinz zwischen zwei militärischen Sperrgebieten im Naturpark. Durch den Ort führt eine Kreisstraße. Sie durchquert die Heide und verbindet die Bundesstraße 192 bei Dobbertin mit der Landesstraße 37 in Bossow.

## Geschichte
Der Name ist überregional durch die Schwinzer Heide bekannt. Doch Schwinz war bis ins 19. Jahrhundert nicht so abgelegen und bedeutungslos wie heute. Mehrere alte Post- und Handelswege führten durch die Heide und damit durch Schwinz, so auch eine Verbindung zwischen den Klöstern Dobbertin und Malchow. Reisende mieden so die Sümpfe an den südlichen Seen, nutzten aber die Ausspanne am Grünen Jäger.
Der Name Swenze könnte für das slawische stark bzw. heilig stehen oder als Ort des Svent gedeutet werden. 1316 wird Swenze erstmals anlässlich einer Landesteilung zwischen Johann und Henning der fürstlichen Linie Werle-Güstrow genannt, woraus man schließen darf, dass es damals von einiger Bedeutung war.
Von 1455 bis 1460 hatte das Kloster Dobbertin die Feldmarken von Jellen, Schwinz und Lankavel angekauft. Schwinz lag wie Jellen im südöstlichen Sandergebiet auf kargem Boden und war 1460 schon wüst. Am 29. September 1460 hatte der Klosterpropst Nicolaus Beringer mit der Priorin Ermegard Oldenborges und dem Dobbertiner Konvent das „wuste Acker Dorff Swintze, belegen in der vogtey zu goldberch“ von den Brüdern Joachim, Henning und Hermann Hagenow aus Kressin für 300 Lübische Mark gekauft. Nach Zeugenaussagen in den Prozessakten zur Schwinzer Heide im Kaiserlichen Kammergericht um die endgültige Grenzziehung des Dannenwald zwischen den Rittern von Grabow aus Woosten und dem Kloster Dobbertin reichten 1570 die Jellener und die Schwinzer Flur bis an den Groten See. Die genaue Lage der Wüstungsstelle Schwinz konnte noch nicht ermittelt werden. Es wird vermutet, dass sich vor Jahrhunderten auf dieser Wüstung auch ein heidnisches Heiligtum befand. Es könnte zwischen dem Lütt See und der Großen Schwinzer Wiese an der Alten Malchower Landstraße mit dem Flurnamen Bi de Kirch gelegen haben. Die Kreuzung wird Am Stein genannt und den dort noch vorhandenen monolithischen Wegweiser hatte einst das Klosteramt setzen lassen.
Der früher weitaus größere östliche Verlandungsbereich des Goldberger Sees trägt den Namen Rurbrok. Im dortigen Rohrbruch wurde einst Rohr für die Dachdeckung gewonnen.

### Dorf

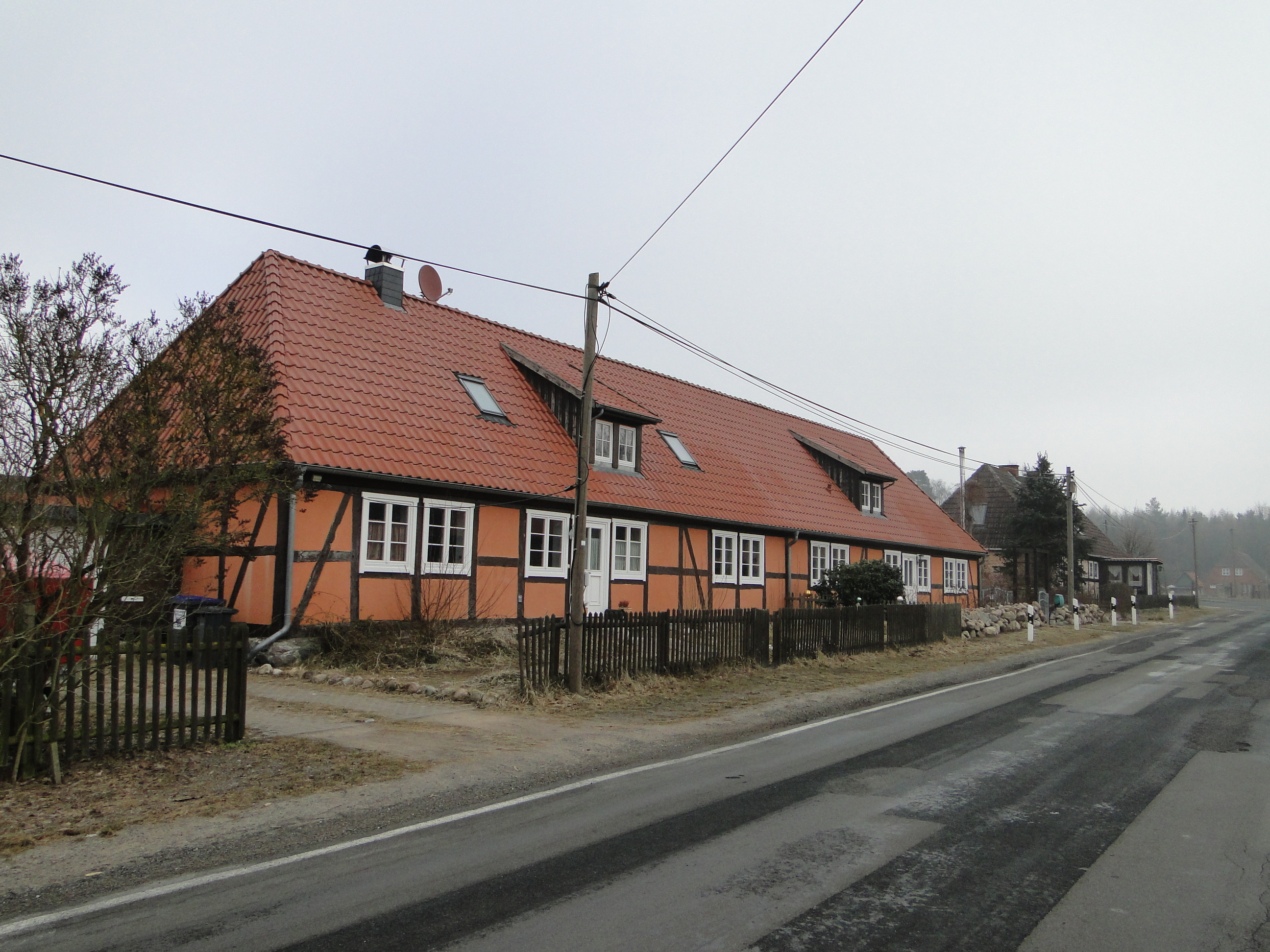
Ehemaliger Forst- und Waldarbeiterkaten (2011)

Am Landweg zum Grünen Jäger nördlich der Scheeper Wiese stand 1747 schon ein Teerschweler-Haus mit einem doppelwandig gemauerten Ofen zur Erzeugung von Holzteer und Holzkohle. Am 5. Dezember 1754 wurde durch die Provisoren Johann Dietrich von der Osten und Joachim Friedrich Matthias von Grabow gemeinsam mit dem Klosterhauptmann Jobst Hinrich von Bülow der Kontrakt mit dem Teerschweler Johann Friedrich Kuntzler in Schwinz auf weitere vier Jahre verlängert. Das Teerscheler-Haus wurde im Inventarium vom 10. Mai 1747, aufgenommen vom Notar Johann Joachim Schröder in Gegenwart des Küchenmeisters Engelck Paschen Friesen, des Holzvogt Jobst Haasen und des Theer-Schwelers Kuntzler, beschrieben. Das Wohn-Haus von 4 Gebind. Die Sohlen von von Tannen Holtz und wurmstechigt, im Westen schon ganz angemulschet. Das Dach überall von Rohr. Die Diele von Lehm und höckerigt. Der Ober Boden von geklöbten Bohlen. Auf der Diele 2 Cammer mit Thüren, der Fußboden von Lehm, der Ofen von Mauer Stein 2 Cammer Thüren von Tannen Holtz, 4 Tafel Fenster 4 Scheiben sind geknickt 2 aber fehlen. Die Schäune von 3 Gebind, das Holtz überall Tannen, das Dach von Stroh, mittelmäßig, aber schlecht.
Die Scheeper Wisch war ein verbliebener Hudewaldrest, in dem einst Vieh weidete und eine kleine Schäferei stand.
Um 1750 entstand am Rande des größten Waldgebietes an einer für damaligen Zeiten verkehrsgünstigen Stelle der Forsthof Schwinz. Der erste Katen für Waldarbeiter wurden vor 1790 nördlich des Forsthofes gebaut. 1796 wohnten Johann Fründt, Johann Schultz und David Leverentz im Ort. Die trockenen abgesenkten Flächen vor dem heutigen Ufer des Goldberger Sees wurden vor 70 Jahren noch als Weideflächen und Wiesen genutzt. 1798 klagte der Güstrower Kaufmann Rosenow vor dem Klosteramtsgericht in Dobbertin gegen den Holzwärter Kohlscharen aus Schwinz. Über den Ausgang der Klage war nichts zu erfahren.
1818 wohnten in Schwinz 25 Personen, darunter der Revierförster, zwei Jäger und fünf Tagelöhnerfamilien.
Vor 1821 standen gegenüber dem Forsthof ein Katen mit vier Wohnungen und der neue Stall. Etwas weiter östlich beidseitig des Landweges nach Waren befinden sich noch zwei Katen mit je zwei Wohnungen. 1831 wurde ein einhischiger Kathen mit einer Wohnung errichtet. 1839 kam noch ein vierhischiger Kathen hinzu.
Nach dem Zimmerbesichtigungs-Protokoll von 1858 waren der Katen von Dieckmann mit Rohr zu neu decken, bei Westphal das Dach vorne auszubessern, bei Jacobs zwei Fenster zu erneuern, bei Biermann und dem Tagelöhner Ehlert die Feuerherde zu erneuern und bei Bollmann eine neue Haustür anzufertigen.
Seit 1854 gab es in Schwinz einen Schulraum. Auf Anweisung des Klosterhauptmanns Otto Julius Freiherr von Maltzan sollten 1858 durch die Anstellung eines Schullehrers auch die Kinder der aus Ruest gekommenen Einwohner Gelegenheit zum Schulbesuch erhalten, „ohne zu weit über die Felder nach Kirch Kogel gehen zu müssen“.
Am 1. Dezember 1876 wurden in Schwinz 80 Einwohner gezählt. Die 1886 vollendete zehn Kilometer lange Chaussee von Schwinz bis zur Eisenbahn bis zur Weiche nach Bossow war Weihnachten 1887 in Gebrauch genommen. Die Kosten betrugen 87248,22 Mark und für die technische Beaufsichtigung war ein Chausseewärter zuständig.
Zur Landfluchtbekämpfung wollte der Dobbertiner Forstmeister Beese an der sogenannten Schafbrücke eine neue Schule errichten lassen. An der Wegekreuzung hätten die 20 Schulkinder der vier Orte die gleiche Wegstrecke von nur einem Kilometer gehen müssen. Der Vorschlag wurde sieben Monate später durch das Ministerium abgelehnt.

### Eingemeindung
Mit Beschluss des Mecklenburgisch-Schwerinschen Landesverwaltungsrates vom 20. Januar 1923 wurden nach § 4 der Landesgemeindeordnung vom 20. Mai 1920 die Landgemeinden Dobbertin und Jellen-Kleesten-Schwinz zu einer Landgemeinde zusammengeschlossen, mit der Maßgabe, dass in den kirchlichen Verhältnissen der Gemeinde nichts geändert wird.

### Forsthof

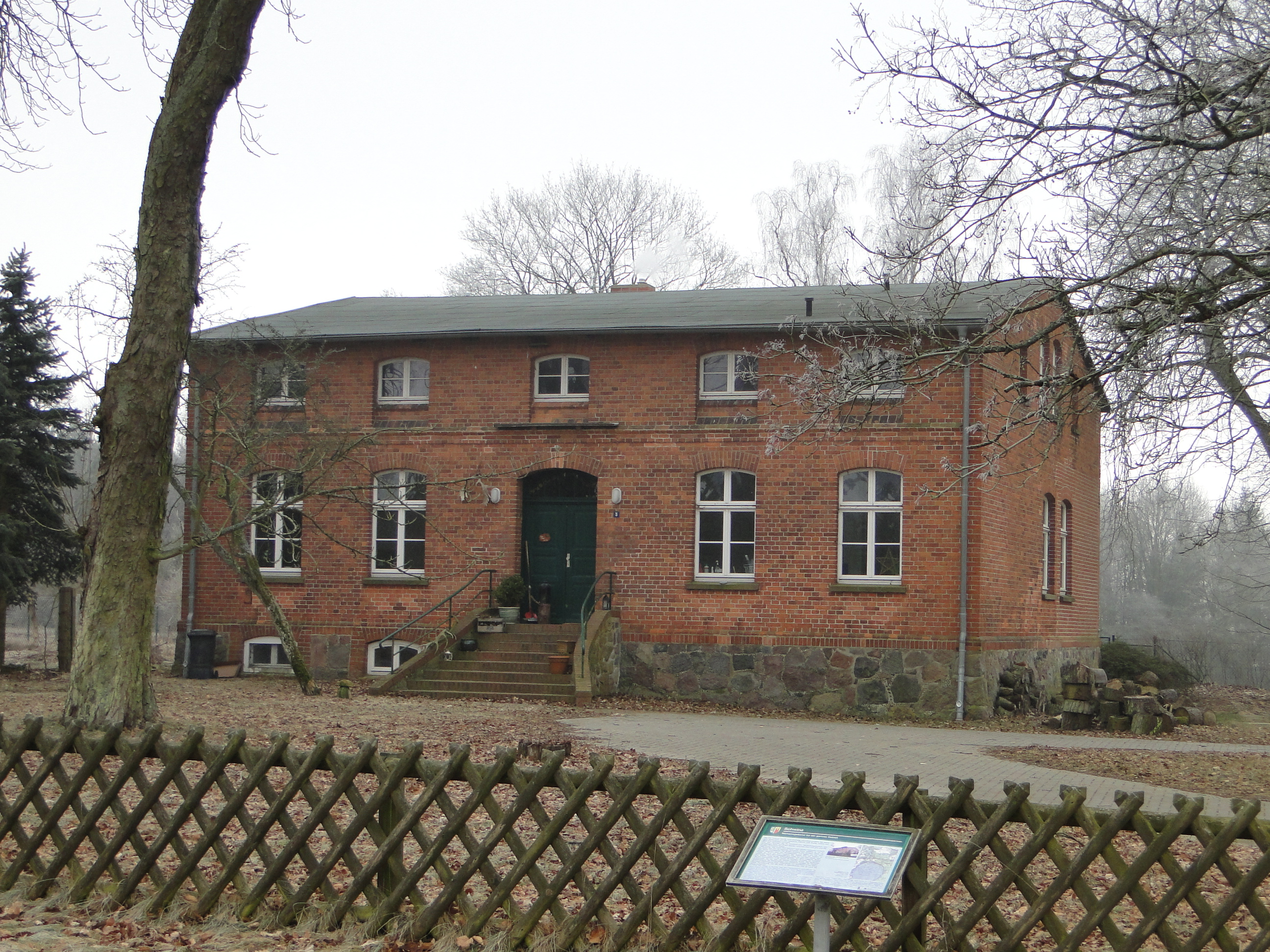
Forsthaus (2011)

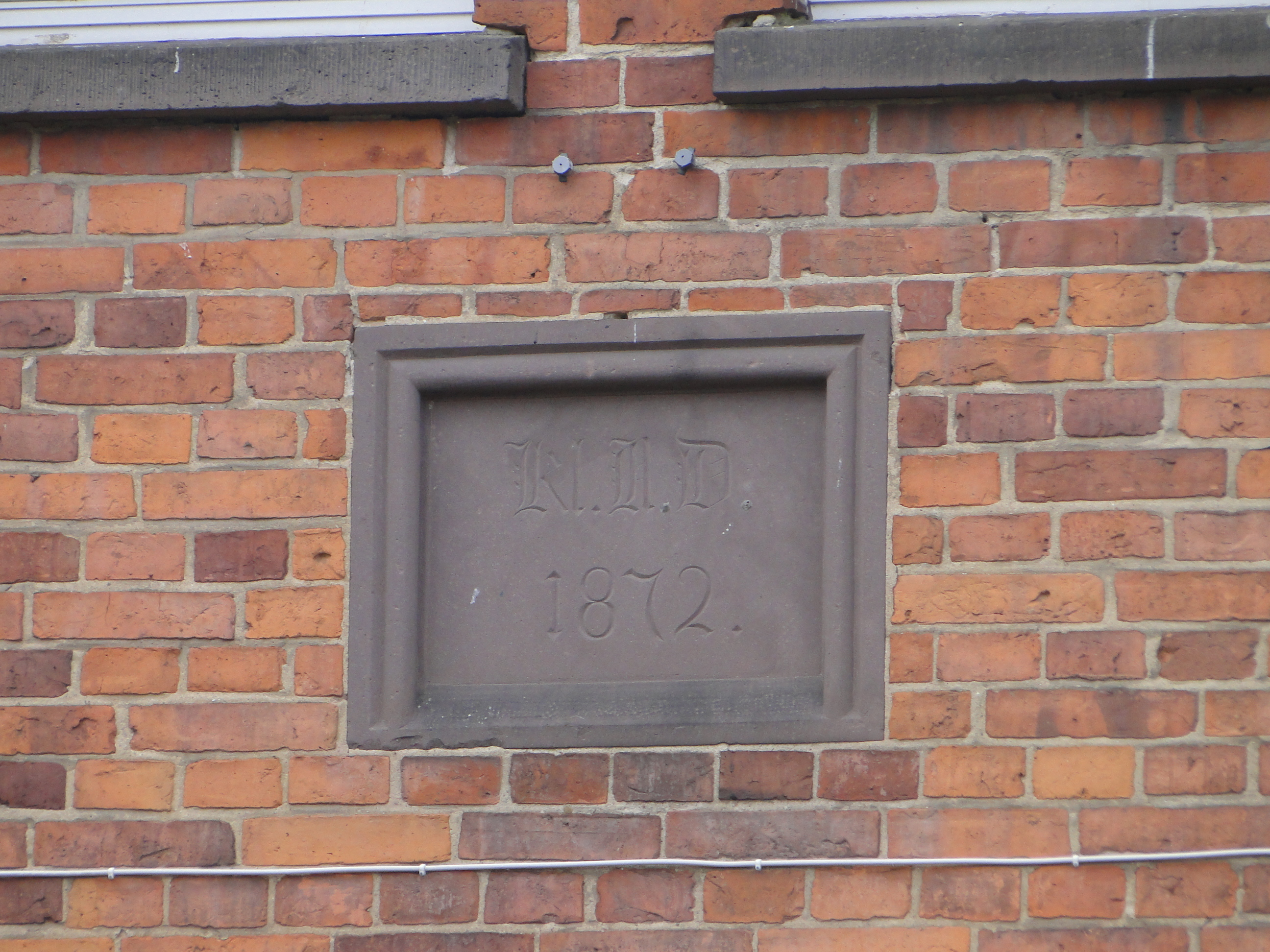
Inschrift des Klosteramtes Dobbertin mit der Jahreszahl 1872 in einem Stein im Giebel des Forsthauses (2011)

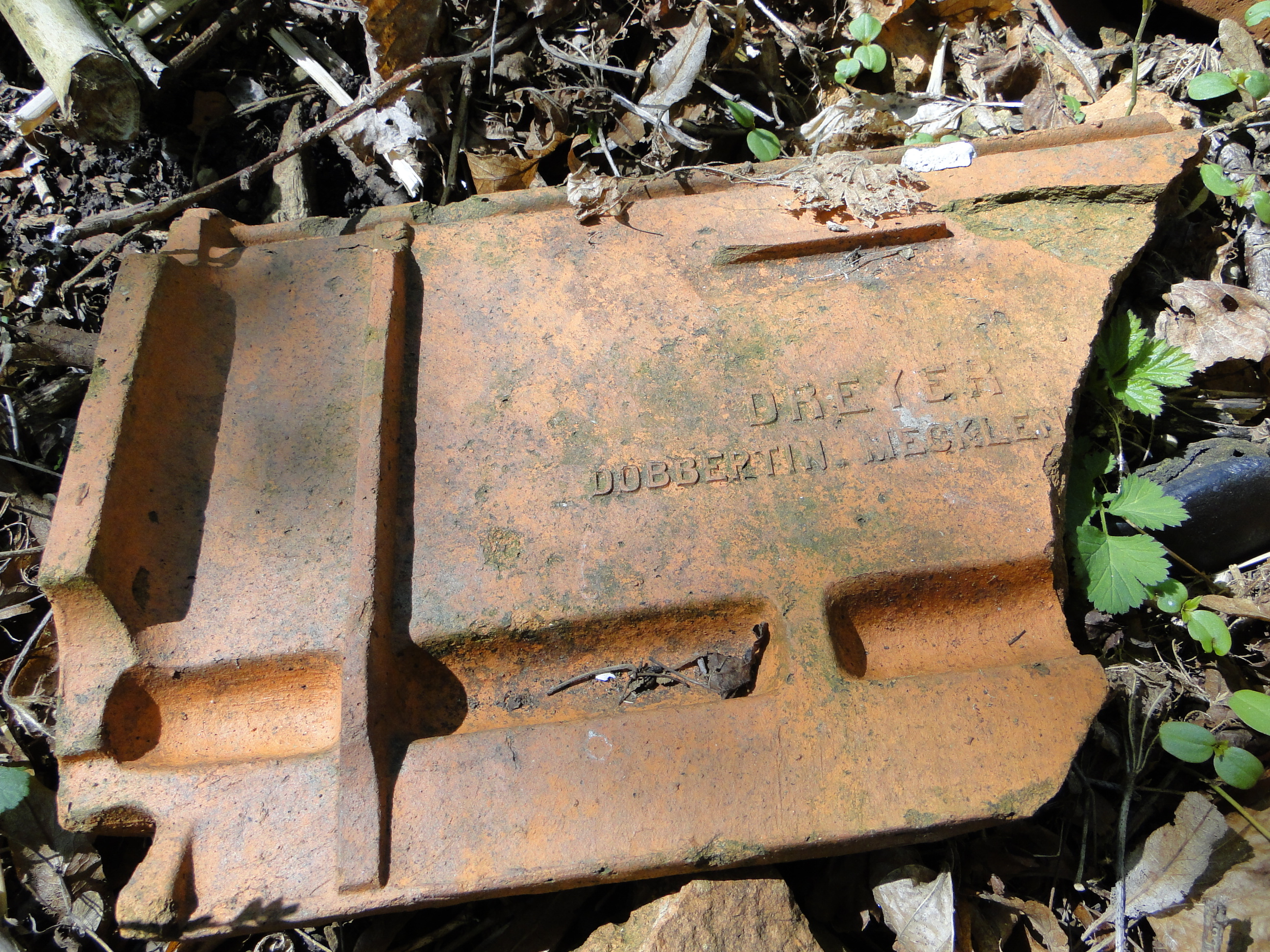
Dachstein der Hellberg-Ziegelei Dreyer, Klosteramt Dobbertin (2011)

1760 wurde durch das Dobbertiner Klosteramt der Forsthof Schwinz am Eingang zum größten Waldgebiet der ehemaligen Klosterforst, der Schwinzer Heide, an einer für damalige Zeiten verkehrsmäßig günstigen Stelle eingerichtet. Hier kreuzten sich die Warener und Malchower Landstraße in Richtung Osten und nach Norden zweigten Landwege nach Jellen und Kleesten ab. Die Alte Poststraße führte nach Krakow und Güstrow.
Im Protokoll des Klosteramtsgerichts Dobbertin vom 20. Mai 1769 hatte der Förster Jobst Hinrich Haase unter Eid angegeben, dass beim Lüschower See in den Kleester Tannen ungehindert Tannen gefällt und heimlich nach Goldberg gebracht wurden. Er sei der Spur gefolgt und habe die gestohlenen Tannen auf Eickelbergs Hofstelle in Goldberg gefunden. Etliche Jahre vorher hatte sich Eickelberg bereits unterstanden, eine Tanne heimlich abzuhauen. Als erste Maßnahme ließ das Klosteramt durch den Landreiter das Pferd von Eickelbergs Hof abholen. 1798 erfolgte eine Anzeige wegen Eingriff in die klösterliche Jagd und wegen Holzdiebstahls Sammiter Einwohner durch den Amtsjäger Colschhorn, der im Dienste des Schwinzer Försters Gundlach stand.
Der Forsthof liegt am Eingang zum größten Waldgebiet der ehemaligen Klosterforst, der Schwinzer Heide. 1805 wurde dann das Neue Forsten-Haus errichtet.
1840 standen neben dem Forsthaus noch eine Scheune mit Stall und ein Viehhaus. Nach dem Zimmerbesichtigungs-Protokoll von 1858 war das alte Forsthaus in- und außenwandig zu reparieren.
1872 wurde auf dem Forstgehöft das heutige Forsthaus und ein weiteres Gebäude als Wagenschauer sowie der Pferde- und Hühnerstall erbaut. Die alte Scheune wurde wegen Baufälligkeit abgebrochen. Das Forsthaus als ziegelsichtiger Bau mit fünf Achsen, steht auf einem im Kloster Dobbertin schon mehrfach ausgeführten behauenen Feldsteinsockel. Das Drempelgeschoss ist mit einem flachen Satteldach versehen. Der zweiflügelige Eingang erfolgt über eine leicht geschwungene Freitreppe.
Ein Wildfutterschuppen für die Schwinzer Forst kam 1889 hinzu.
Förster des Dobbertiner Forstamtes:
- Vor 1764 Jobst Ludwig Haase
- 1764 Friedrich Zander
- 1769 Sohn Jobst Hinrich Haase, seit 1755 Amtsjäger in Schwinz
- 1755 Amtsjäger und ab 1769 Förster Jobst Hinrich Haase noch 1788,
- 1798 Förster Gundlach, Amtsjäger Colschhorn
- 1813–1827 Neckel
- 1833–1862 Jacobs
- 1863–1867 Wendland
- 1868–1896 Georg Kaphengst, nach 37 Jahren in klösterlichen Diensten, davon 30 in Schwinz, erhielt 1890 ein Dienstpferd.[24]
- 1897–1911 Friedrich Zebuhr aus Darze
- 1907 Revierjäger Heiden von Schwarz nach Schwinz, Revierjäger Fischer von Schwinz nach Lähnwitz
- 1911–1916 Karl Sauer, ab 1. Juli 1911 als Amtsjäger aus Dobbertin gekommen, Stationsjäger war Linshöft
- 1923 Stationsjäger Ulrich Mau

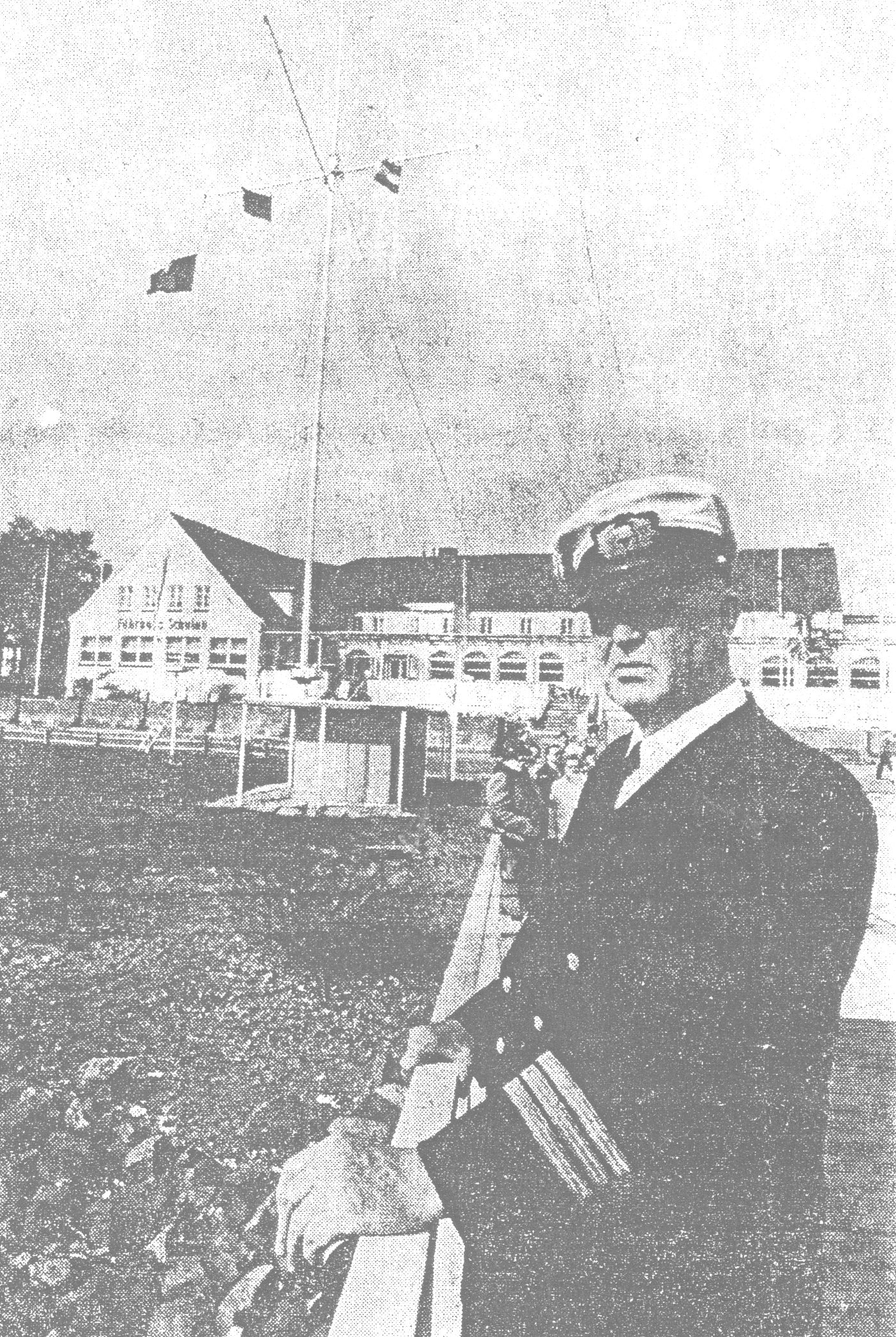
Schriever

- 1933–1936 Gustav Schriever, Hilfsförster, nach Eintritt in die NSDAP ab 1933 Revierförster und bis 1945 Ortsgruppenleiter der NSDAP in Dobbertin.[25]
- 1939–1945 Lau
- 1945–1954 Ewald Krüger
- 1954–1961 Hugo Schwark
- 1961 Übungsgelände der NVA
- 1968 Harry Linke für NVA-Reviere
- 1971 Willi Zorn
- 1984 Hugo Schwark, Andreas Sudhof
- 1993 Wolfram Mieth

Am 14. Februar 1901 erfolgte durch den Wachtmeister Hamann der Gendarmerie Goldberg eine Anzeige an den Wegedeputierten des Großherzoglichen Amtes Lübz wegen eines abgebrochenen Wegweisers an der Malchower Landstraße in der Schwinzer Heide.
1907 kam die Feldmark Kleesten zum Schwinzer Revier. Zur Bewältigung der höheren Anforderungen erhielt der Försters Zebuhr neben einem Dienstpferd jährlich noch 400 Mark. Das Forstrevier Schwinz wurde 1911 verkleinert, die Schutzbezirke Kleesten und Rum Kogel wurden zur selbständigen Revierförsterei Kleesten zusammengelegt. Stationsjäger Linshöft blieb in Schwinz. 1919 verkaufte das Forstrevier sechs Zentner wertlose Akten an die Stettiner Papierfabrik.
Zum Schwinzer Forstrevier gehörten 1929 noch 635 Hektar Wald, davon waren 567 Hektar Nadelholz und 11,3 Hektar Niederwald. Die Bewirtschaftung erfolgte mit zehn Waldarbeitern. Der Förster hatte 19,9 Hektar Dienstland, davon waren 11,3 Hektar Acker, 8,6 Hektar Wiesen und 0,2 Hektar Garten mit einigen Obstbäumen. An Vieh hatte er drei Pferde, zehn Kühe und acht Schweine zu versorgen. Im Forstrevier gab es damals einen guten Bestand an Rotwild, Damwild und Schwarzwild.
Durch das Ministerium für Landwirtschaft, Domänen und Forsten wurde 1942 der Antrag des Revierförsters Lau zur Aufstellung eines Ofens in der Knechtekammer des Pferdestalls für drei sowjetische Zivilarbeiter wegen Brandgefahr abgelehnt.
Bemerkenswert war auch der Werdegang vom Hilfsförster Gustav Schriever. Gleich nach seinem Eintritt in die NSDAP 1933 wurde er zum Revierförster ernannt und war bis 1945 Ortsgruppenleiter der NSDAP in Dobbertin. Nach seinem Aufruf zum letzten Widerstand Ende April 1945 verließ er als Erster Dobbertin in Richtung Westen. In einem Zeitungsbericht ist zu lesen, dass er ab 1956 als Hamburgs berühmtester Elbe-Kapitän in der Schiffsbegrüßungsanlage Willkomm-Höft im Schulauer Fährhaus an der Elbe dort alle Schiffe begrüßte und verabschiedete. Er war aber nur ein Hilfsförster aus Mecklenburg.
1955 wurde der Forsthof an das elektrische Stromnetz angeschlossen.

### Klosterforst
Mit der Anlegung des Forsthofes Schwinz begann 1760 das Klosteramt mit der großzügigen Durchforstung des vorhandenen Waldes in der Feldmark von Kleesten. Im Vermessungsregister von 1728 ist zu lesen: „daß man die rudera [Überreste] an einigen Stellen noch sehen kann, daß alldar Acker gewesen, der anjetzo mit hohen und starken Dannen bewachsen …“ Die forstliche Bewirtschaftung der sandigen Böden war ertragreicher als der bisherige Getreideanbau. Die Flächen um Jellen verblieben der dortigen Meierei und Schäferei. Nach der Trennung der ausgewiesenen Waldflächen wurden diese von Klosterangestellten, den Förstern, Holzwärtern, Jägern, Wald- und Forstarbeitern bewirtschaftet und beaufsichtigt. Die Klosterforst wurde zu einem bedeutenden Wirtschaftsfaktor für das Klosteramt Dobbertin.

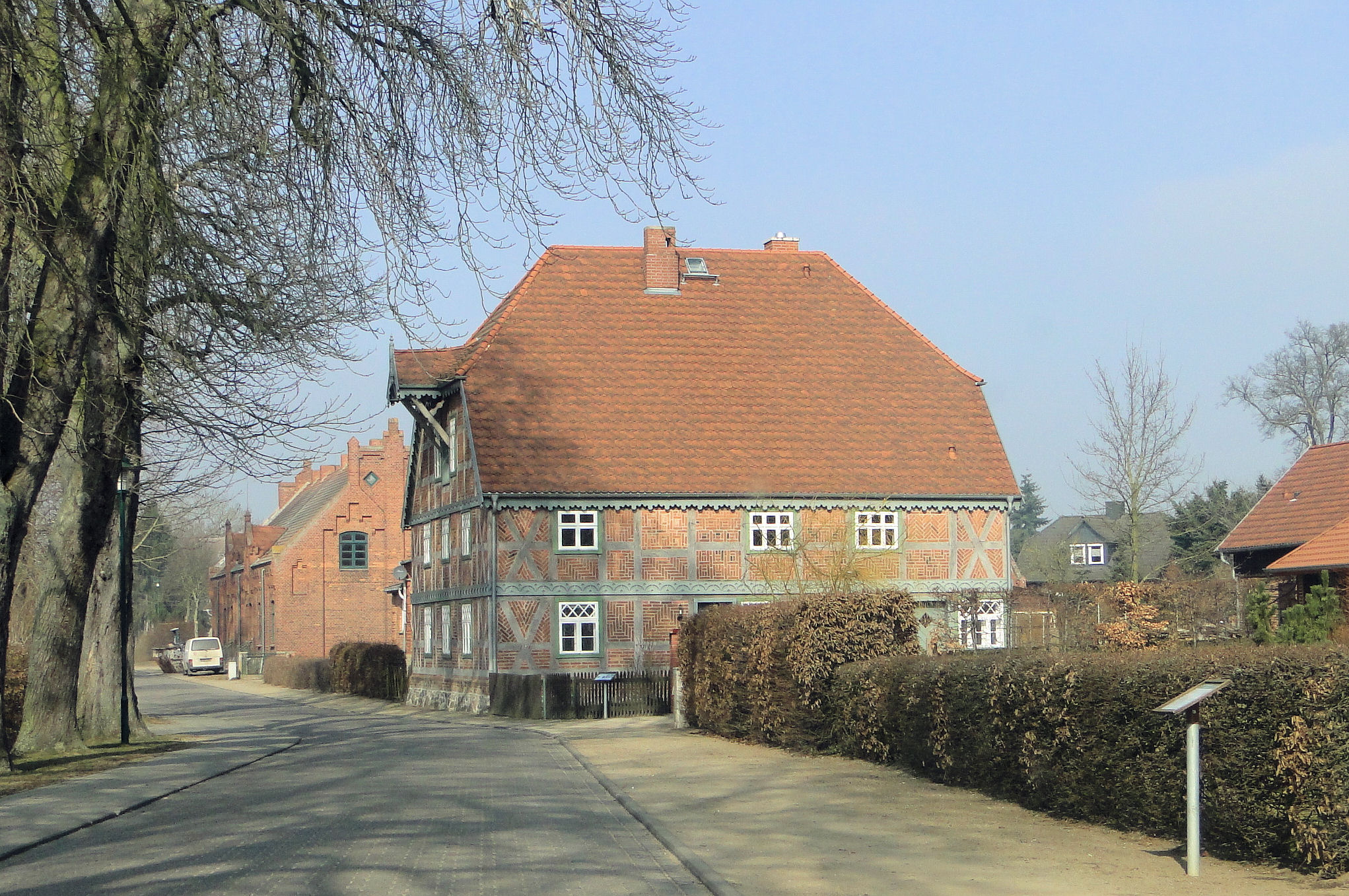
Samenhaus in Dobbertin (2011)

Die territoriale Waldeinteilung der Klosterforsten erfolgte als Flächenfachwerk. Das war die Übertragung eines Gitternetzes von Schneisen in die Natur. In der Wiebekingschen Karte von 1786 ist das Schneisennetz der Dobbertiner Klosterforsten bereits vorhanden. Diese Parzellierung war erstmals in Mecklenburg durchgeführt worden und besteht heute noch. Der gesamte Wald wurde in 28 möglichst gleich große Kaveln, d. h. in forstlich zu bewirtschaftende Flächen, aufgeteilt. Durch das Kavelsystem wurde der von Natur aus vorhandene Mischwald allmählich getrennt und konnte neu aufgeforstet werden. Dazu wurden an warmen Frühlingstagen, wenn sich die Kiefernzapfen öffnen ließen, die Samen durch die Waldarbeiter im Boden eingebracht. In Dobbertin wurde 1825 dafür sogar ein Samenhaus zur Samengewinnung aus Tannenzapfen gebaut.
Erwähnenswert sind auf dem flachen Hügel im Ruhrbrok die Schwinzer Eichen, die hinsichtlich ihres Alters den Klädener Eichen nicht nachstehen.
In der Nacht vom 5. zum 6. Juni 1862 richtete ein Orkan starke Verwüstungen im Schwinzer Revier an, es wurden weit über 1000 Stämme umgebrochen. Ein Sturm am 11. Februar 1898 schädigte im Kavel 25 den ältesten und wertvollsten Baumbestand des Schwinzer Forstreviers.
Zur Vermeidung weiterer Wildschäden im Kirch Kogeler Feld errichtete man 1899 an der Nordgrenze des Schwinzer Reviers vom Lüschowsee bis zur Neu Sammiter Scheide auf 14,7 Kilometer Länge ein Wildgatter. Das sogenannte Rutengatter einschließlich der Einsprünge, Fanggatter und Befriedigung der Futterplätze kostete mit Material, Transport und Arbeitslohn 13.250 Mark.
Das Gebiet der Klosterforst war bis zu seiner Auflösung 1919 mit Schwinz in 13 Reviere eingeteilt. Das Klosterforstamt hatte seinen Sitz in Dobbertin. Das dafür 1804 erbaute Forstinspektorenhaus erhielt 1830 einen separaten Forsthof. Der Amtsjäger wohnte ab 1835 im Actuariushaus. Nach Auflösung 1920 war bis 1945 das Staatliche Forstamt Dobbertin zuständig.
In den Nachkriegsjahren wurden 1948 in der Revierförsterei Schwinz 238,7 Hektar Kahlschlagflächen und 1951 weitere 211,5 Hektar gemeldet. Ab 1952 gehörte Schwinz zum Staatlichen Forstwirtschaftsbetrieb (StFB) Parchim, der 1975 in den StFB Güstrow eingegliedert wurde.

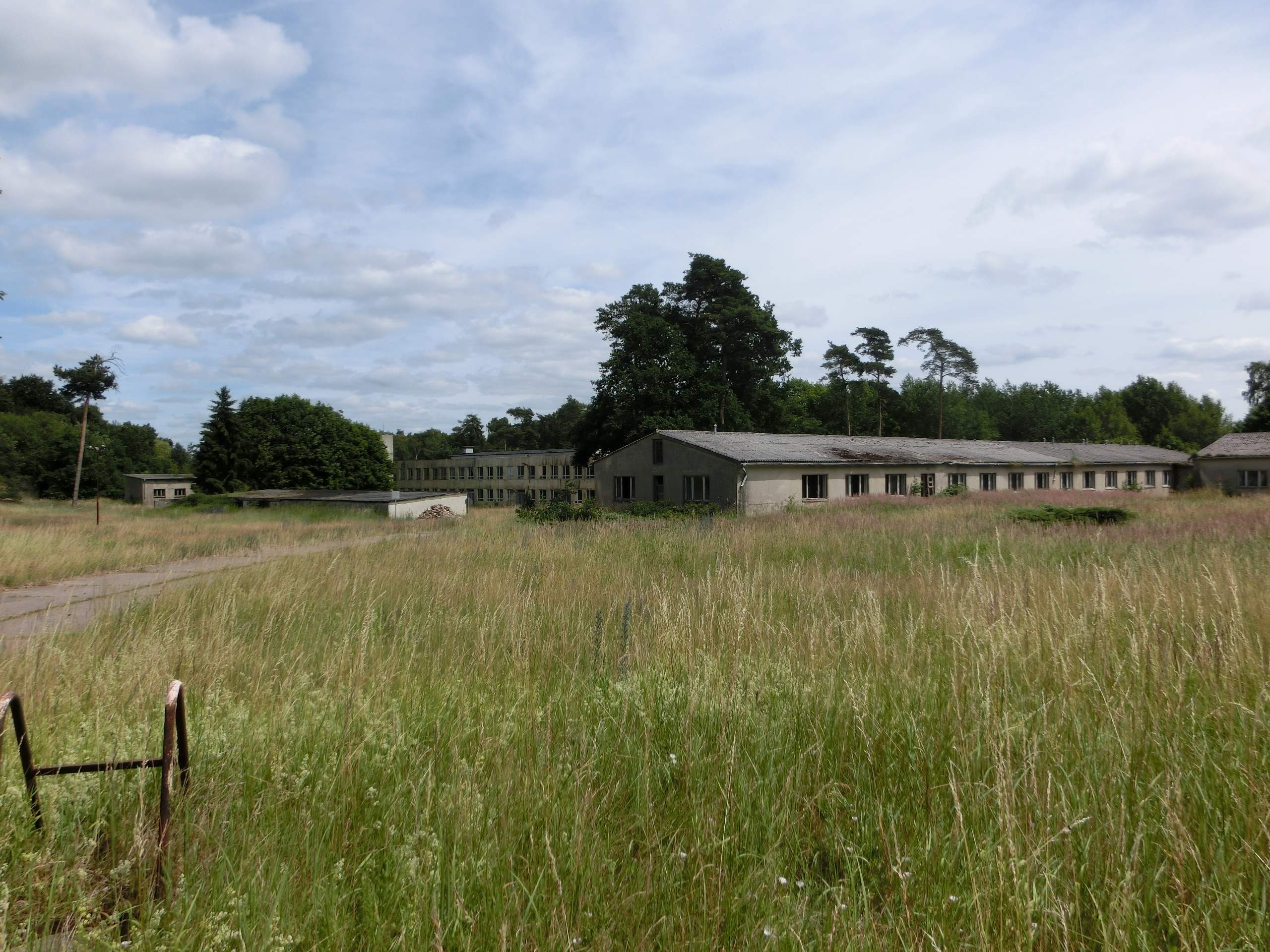
Ehemalige NVA-Kasernen (2017)

Entscheidende Veränderungen ergaben sich ab 1960 durch Flächeninanspruchnahme der NVA. Seit der militärischen Nutzung des 2300 ha großen Waldgebietes in der Schwinzer Heide durch die Nationale Volksarmee (NVA) und die Jagdgesellschaft der NVA wurden diese ab 1960 vom Militärforstwirtschaftsbetrieb (MFB) in Lübtheen verwaltet. Es waren das ganze Revier Schwinz und Teile von Jellen. In dem 1964 geschaffenen militärischen Sperrgebiet östlich und westlich um Schwinz befanden sich die Kasernen am Goldberger See, der Schießplatz, eine Panzerfahrschulstrecke von acht Kilometern Länge, ein kahl geschlagenes und gerodetes Taktikausbildungsgelände von über 80 Hektar, ein Sprengplatz, eine unterirdische und besonders gesicherte Kommandostelle, eine kurzzeitig für Panzer genutzte Wasserteststrecke sowie Übungs- und Bereitstellungsplätze für Raketentruppen. Seit 1992 der Bundesforstverwaltung unterstellt, wird der Schießplatz im Naturpark noch von der Bundeswehr genutzt.

## Baudenkmale
Der Forsthof Alt Schwinz 5 steht unter Denkmalschutz.

## Naturdenkmal
An der Landstraße von Dobbertin nach Bossow befindet sich hinter der ehemaligen Hellberg-Ziegelei vor dem alten Schwinzer Forsthof die Schwinzer Hellberg-Tongrube.

## Sagen
Das brennende Geld

„Die alten Goldberger haben das noch erlebt, alljährlich zu Johanni war auf der anderen Seite des Goldberger Sees in mitternächtlicher Stunde ein heller Schein zu sehen. Der rührte von einem Schatz her, der dort vergraben lag. Die Stelle befand sich im Schwinzer Forst, unmittelbar am Ufer in der Nähe des Soelkenberges. Wer ihn dort einmal versteckte, war nicht bekannt. Seit einigen Jahren brennt es jedoch nicht mehr, ob jemand den Schatz ausgegraben hat?“

Auf der östlichen Seite des Goldberger Sees ist heute nichts zu erkennen, was die Entstehung der Sage gefördert haben könnte. Es gibt dort eine sehr kleine forstliche Wirtschaftsfläche, die Cavel genannt wird. Dieses Kiefernwaldstück trug früher den Namen Borg Born Cavel, heute noch Born-Kavel genannt. Das Gelände wurde erst Mitte des 15. Jahrhunderts, mit der Wüstwerdung des Dorfes Schwinz, aufgeforstet. In der Nähe, vielleicht zwischen dem Goldberger und dem inzwischen verlandeten, weiter östlich gelegenen Kleinen See, könnte sich das alte Schwinz befunden haben.

### Historische Quellen
- Mecklenburgisches Urkundenbuch (MUB)
- Mecklenburgische Jahrbücher (MJB)
- (Groß) Herzoglich Mecklenburg-Schwerinscher Staats-Kalender 1767–1918, Nr. 1–143.

### Ungedruckte Quellen
Landeshauptarchiv Schwerin (LHAS)
- LHAS 1.5-4/3 Urkunden Kloster Dobbertin
- LHAS 3.2-3/1 Landeskloster / Klosteramt Dobbertin
- LHAS 3.2-4 Ritterschaftliche Brandversicherung
- LHAS 5.11-2 Landtagsverhandlungen, Landtagsversammlungen, Landtagsprotokolle und Landtagsausschuß
- LHAS 5.12-3/1 Mecklenburg-Schwerinsches Ministerium des Innern
- LHAS 5.12-4/2 Mecklenburgisches Ministerium für Landwirtschaft, Domänen und Forsten
- LHAS 5.12-9/5 Landratsamt Parchim.

## Karten
- Topographisch oeconomisch und militaerische Charte des Herzogthums Mecklenburg-Schwerin 1758 Klosteramt Dobbertin mit der Sandpropstei vom Grafen Schmettau.
- Direktorial-Vermessungskarte Von dem Hochadelichen Dobbertinschen Klosteramt. 1759.
- Charte von den Besitzungen des Klosters Dobbertin, Abteilung I., 1822, enthält Schwinz, angefertigt nach den vorhandenen Gutskarten Anno 1822 durch S. H. Zebuhr.
- Bertram Christian von Hoinckhusen: Mecklenburg Atlas um 1700 mit Beschreibung der Aemter, Blatt 61 Beschreibung des Klosteramts Dobbertin.
- Wiebekingsche Karte von Mecklenburg 1786.
- Wirtschaftskarte Forstamt Dobbertin 1927/1928.
- Offizielle Rad- und Wanderkarte Naturpark Nossentiner/Schwinzer Heide 2010.